# Gephyrota pudica
Gephyrota pudica là một loài nhện trong họ Philodromidae.
Loài này thuộc chi Gephyrota. Gephyrota pudica được Eugène Simon miêu tả năm 1906.